# پلیس افتخاری
پلیس افتخاری نام نیروهای داوطلب نیروی انتظامی جمهوری اسلامی ایران است. طرح پلیس افتخاری در دوره فرماندهی اسماعیل احمدی‌مقدم با اخذ مجوز از سوی ستاد کل نیروهای مسلح وارد فاز عملیاتی شد. احمدی مقدم اعلام کرد که بناست از ظرفیت پلیس‌های افتخاری در دو بخش اقدامات فرهنگی و پلیسی استفاده شود و این نیروها می‌توانند تحت عنوان فرهنگ‌یاران پلیس، بازرسان نامحسوس، حضور در مرزبانی، یگان ویژه، کلانتری‌ها و … فعالیت کنند. پلیس‌های افتخاری با گذراندن دوره‌های ویژه امکان حمل سلاح را دارند.

## اهداف و عملیات‌ها

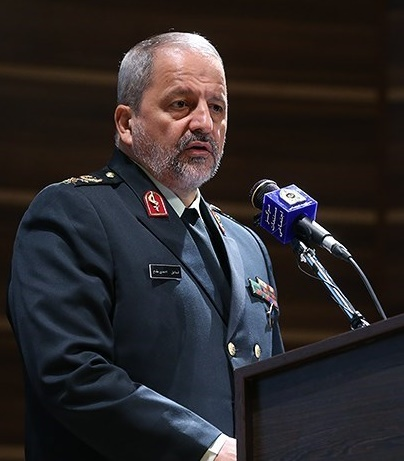
اسماعیل احمدی مقدم از سال ۱۳۸۴ تا ۱۳۹۳ در سمت فرماندهی نیروی انتظامی فعالیت می‌کرد. در دوران فرماندهی وی طرح پلیس افتخاری اجرا شد.

محسن خانچرلی، رئیس پلیس پیشگیری تهران بزرگ اعلام کرد که پلیس افتخاری در کلانتری‌ها می‌تواند «به عنوان یک بازوی توانمند با انجام گشت‌های پیاده، موتوری و خودرویی به پلیس و شهروندان کمک کنند.»
در سال ۱۳۹۵، نیروی انتظامی از تأسیس «پلیس افتخاری اصناف» خبر داد و از اعضای آن که جزو بازاریان و صاحبان اصناف هستند، به عنوان «افسران جنگ اقتصادی» یاد کرد.

## نیروی انسانی
جذب این نیروها از سال ۱۳۹۲ آغاز شد و پلیس‌های افتخاری فعالیتشان را از نوروز ۱۳۹۳ آغاز کردند. تا بهمن ۱۳۹۳ حدود ۵ هزار نفر پلیس افتخاری در تهران ثبت‌نام شدند. در اسفند ۹۷ اعلام شد که ۴۰ درصد از پلیس‌های افتخاری کشور را بانوان تشکیل می‌دهند. محمد زارعی، معاون نیروی انسانی فراجا در تیر ۱۴۰۱ اعلام کرد که «در سطح کشور بیش از ۵۰ هزار پلیس افتخاری وجود دارد که این تعداد پلیس افتخاری از سطوح و اقشار مختلف در کنار مأموران انتظامی قرار گرفته‌اند.»

## شرایط عضویت
شرایط عضویت در پلیس افتخاری عبارت است از دارا بودن مدرک تحصیلی سوم راهنمایی به بالا، برخورداری از سلامت جسمی و روانی، عدم اعتیاد به مواد مخدر، عدم سوءپیشینه کیفری و سن بین ۱۵ تا ۶۵ سال.